# Epinephelus albomarginatus
Cá mú thân viền trắng (tiếng Anh: captain fine hoặc white-edged rockcod; Epinephelus albomarginatus) là một loài cá thuộc họ Serranidae. Nó được tìm thấy ở Mozambique và Nam Phi. Các môi trường sống tự nhiên của chúng là các rạn san hô.